# Stigmella parinarella
Stigmella parinarella (лат.) — вид молей-малюток рода Stigmella (Nepticulinae) из семейства Nepticulidae.
Эндемик Южной Африки: ЮАР. Гусеницы питаются растениями вида Parinaria capense (семейство Chrysobalanaceae), минируют верхнюю поверхность листьев. St. charistis близок к видам Stigmella abutilonica, Stigmella charistis, Stigmella fluida, отличаясь от них двумя серебристыми пятнами  на передних крыльях. Вид был описан южноафриканским энтомологом Л. Вари (Dr L. Vari; Transvaal Museum, ЮАР).
В апикальной части передних крыльев развиты две жилки: R4+5 и M.